# División de Honor femenina de balonmano 2020-21
La División de Honor femenina de balonmano 2020-21, denominada por motivos de patrocinio Liga Guerreras Iberdrola, es la 64.ª edición de la competición de liga de la máxima categoría del balonmano femenino en España.

## Equipos
| Equipo                             | Localidad     | Estadio                                   |
| Grupo A                            | Grupo A       | Grupo A                                   |
| ---------------------------------- | ------------- | ----------------------------------------- |
| Rincón Fertilidad Málaga           | Málaga        | Pabellón José Luis Pérez Canca            |
| Super Amara Bera Bera              | San Sebastián | Polideportivo Municipal Bidebieta         |
| Aula Valladolid                    | Valladolid    | Polideportivo Huerta del Rey              |
| Mecalia Atl. Guardes               | La Guardia    | Pabellón Municipal de A Sangriña          |
| Cicar Lanzarote Ciudad de Arrecife | Lanzarote     | Pabellón Municipal Titerroy               |
| Uneatlatico Pereda                 | Santander     | Pabellón Municipal Exterior La Albericia  |
| Zubileta Evolution Zuazo           | Baracaldo     | Polideportivo Municipal de Lasesarre      |
| Balonmano Puerto del Carmen        | Lanzarote     | Pabellón Municipal de Tías                |
| Grupo B                            |               |                                           |
| KH-7 BM. Granollers                | Granollers    | Palacio de Deportes de Granollers         |
| Elche Mustang                      | Elche         | Pabellón Municipal Carrús                 |
| Rocasa Gran Canaria ACE            | Telde         | Pabellón Insular Antonio Moreno           |
| B.M.C. Liberbank Gijón             | Gijón         | Pabellón de Deportes La Arena             |
| Conservas Orbe Rubensa BM Porriño  | Porriño       | Pabellón Municipal de Porriño             |
| Balonmano Salud Tenerife           | Tenerife      | Pabellón Municipal del Barrio de la Salud |
| Club Balonmano Morverde            | Sagunto       | Pabellón Polideportivo René Marigil       |
| Adesal Córdoba                     | Córdoba       | Polideportivo de la Fuensanta             |

## Clasificación

### Grupo por el título (Criterio Olímpico)
|                                                                     | Equipo                       | Puntos | J  | G  | E | P  | GF  | GC  | DG   |
| ------------------------------------------------------------------- | ---------------------------- | ------ | -- | -- | - | -- | --- | --- | ---- |
| 1                                                                   | Super Amara Bera Bera        | 27     | 14 | 13 | 1 | 0  | 419 | 317 | 102  |
| 2                                                                   | Mecalia Atlético Guardés     | 19     | 14 | 9  | 1 | 4  | 347 | 348 | -1   |
| 3                                                                   | Rocasa Gran Canaria          | 15     | 14 | 7  | 1 | 6  | 362 | 357 | 5    |
| 4                                                                   | Aula Alimentos de Valladolid | 13     | 14 | 6  | 1 | 7  | 396 | 389 | 7    |
| 5                                                                   | BM Elche visitelche.com      | 12     | 14 | 5  | 2 | 7  | 320 | 319 | 1    |
| 6                                                                   | KH-7 Bm. Granollers          | 12     | 14 | 5  | 2 | 7  | 367 | 384 | -17  |
| 7                                                                   | Rincón Fertilidad Málaga     | 10     | 14 | 4  | 2 | 8  | 358 | 350 | 8    |
| 8                                                                   | Liberbank Gijón              | 4      | 14 | 2  | 0 | 12 | 291 | 396 | -105 |
| Fuente: Federación Española de Balonmano (actualización automática) |                              |        |    |    |   |    |     |     |      |

### Grupo por el descenso (Criterio Olímpico)
|                                                                     | Equipo                             | Puntos | J  | G  | E | P  | GF  | GC  | DG   |
| ------------------------------------------------------------------- | ---------------------------------- | ------ | -- | -- | - | -- | --- | --- | ---- |
| 1                                                                   | Conservas Orbe Rubensa BM. Porriño | 22     | 14 | 10 | 2 | 2  | 368 | 306 | 62   |
| 2                                                                   | Zubileta Evolution Zuazo           | 20     | 14 | 10 | 0 | 4  | 384 | 339 | 45   |
| 3                                                                   | Balonmano Salud Tenerife           | 20     | 14 | 9  | 2 | 3  | 364 | 341 | 23   |
| 4                                                                   | Club Balonmano Morverde            | 15     | 14 | 7  | 1 | 6  | 336 | 337 | -1   |
| 5                                                                   | Adesal Córdoba                     | 15     | 14 | 6  | 3 | 5  | 353 | 336 | 17   |
| 6                                                                   | Cicar Lanzarote Ciudad de Arrecife | 14     | 14 | 6  | 2 | 6  | 303 | 322 | -19  |
| 7                                                                   | Uneatlántico Pereda                | 6      | 14 | 3  | 0 | 11 | 325 | 351 | -26  |
| 8                                                                   | Lanzarote-Puerto del Carmen        | 0      | 14 | 0  | 0 | 14 | 398 | 399 | -101 |
| Fuente: Federación Española de Balonmano (actualización automática) |                                    |        |    |    |   |    |     |     |      |

### Grupo A
|                                                                     | Equipo                             | Puntos | J  | G  | E | P  | GF  | GC  | DG   |
| ------------------------------------------------------------------- | ---------------------------------- | ------ | -- | -- | - | -- | --- | --- | ---- |
| 1                                                                   | Super Amara Bera Bera              | 26     | 14 | 12 | 2 | 0  | 437 | 293 | 144  |
| 2                                                                   | Mecalia Atlético Guardes           | 22     | 14 | 11 | 0 | 3  | 377 | 314 | 63   |
| 3                                                                   | Rincón Fertilidad Málaga           | 20     | 14 | 9  | 2 | 3  | 401 | 309 | 92   |
| 4                                                                   | Aula Alimentos de Valladolid       | 18     | 14 | 9  | 0 | 5  | 416 | 360 | 56   |
| 5                                                                   | Zubileta Evolution Zuazo           | 13     | 14 | 6  | 1 | 7  | 363 | 357 | 6    |
| 6                                                                   | Cicar Lanzarote Ciudad de Arrecife | 9      | 14 | 4  | 1 | 9  | 302 | 365 | -63  |
| 7                                                                   | Uneatlántico Pereda                | 4      | 14 | 2  | 0 | 12 | 306 | 409 | -103 |
| 8                                                                   | Lanzarote-Puerto del Carmen        | 0      | 14 | 0  | 0 | 14 | 266 | 461 | -195 |
| Fuente: Federación Española de Balonmano (actualización automática) |                                    |        |    |    |   |    |     |     |      |

### Grupo B
|                                                                     | Equipo                             | Puntos | J  | G  | E | P  | GF  | GC  | DG  |
| ------------------------------------------------------------------- | ---------------------------------- | ------ | -- | -- | - | -- | --- | --- | --- |
| 1                                                                   | KH-7 BM. Granollers                | 23     | 14 | 11 | 1 | 2  | 382 | 320 | 62  |
| 2                                                                   | Rocasa Gran Canaria                | 23     | 14 | 11 | 1 | 2  | 367 | 317 | 50  |
| 3                                                                   | Elche Visitelche.com               | 20     | 14 | 10 | 0 | 4  | 363 | 304 | 59  |
| 4                                                                   | Liberbank Gijón                    | 16     | 14 | 7  | 2 | 5  | 340 | 350 | -10 |
| 5                                                                   | Balonmano Salud Tenerife           | 11     | 14 | 4  | 3 | 7  | 347 | 382 | -35 |
| 6                                                                   | Conservas Orbe Rubensa BM. Porriño | 9      | 14 | 4  | 1 | 9  | 332 | 358 | -26 |
| 7                                                                   | Balonmano Morverde                 | 6      | 14 | 2  | 2 | 10 | 316 | 368 | -52 |
| 8                                                                   | Adesal Córdoba                     | 4      | 14 | 1  | 2 | 11 | 331 | 379 | -26 |
| Fuente: Federación Española de Balonmano (actualización automática) |                                    |        |    |    |   |    |     |     |     |